# Gregoire (Schimpanse)
Gregoire (* um 1942; † 17. Dezember 2008) war der älteste bekannte Schimpanse Afrikas. Er lebte ab 1944 im Zoo von Brazzaville. 1990 fand Jane Goodall das in einem Einzelkäfig lebende, fast haarlose und abgemagerte Tier. Bis 1996 sorgte Dr. Goodall für eine bessere Versorgung, so dass Gregoire mit zwei jungen Männchen zusammengebracht werden konnte. 
Als 1996 der erste Kongokrieg ausbrach, wurde der kaum einen Kilometer entfernte Flughafen Ndjili von Kinshasa beschossen. Gregoire und mehrere andere Schimpansen wurden daraufhin sicherheitshalber nach Pointe-Noire ausgeflogen. Im nahe gelegenen Tchimpounga Chimpanzee Rehabilitation Center freundete sich das verängstigte Tier mit La Vieille (die Alte) an, einer älteren Schimpansin. Gregoire teilte allerdings sein Nest mit einer anderen Schimpansin namens Clara.

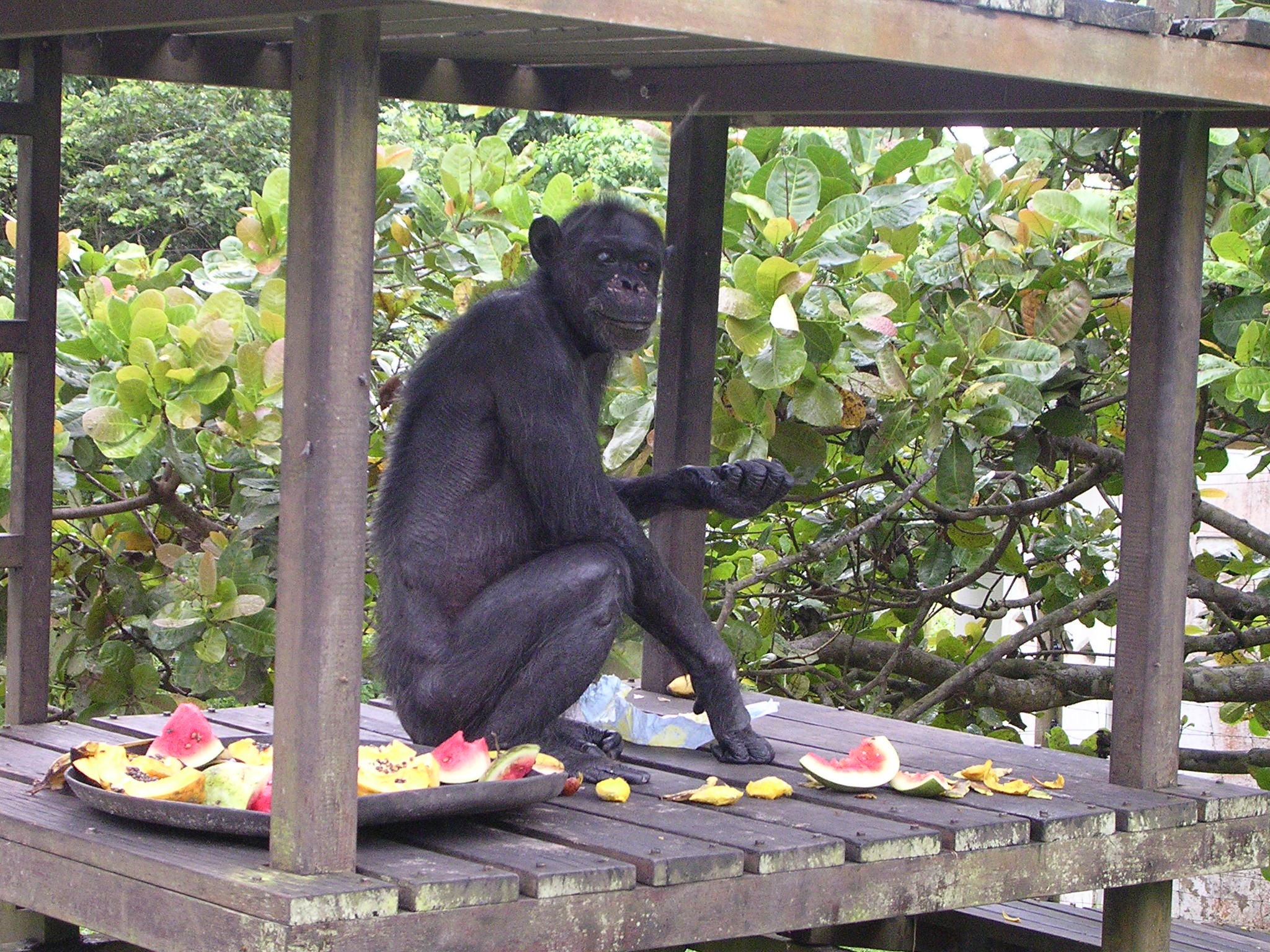
Gregoire, 9. Dezember 2006

Das Jane Goodall Institute und die John Aspinall Foundation sorgten für die Betreuung Gregoires im Tchimpounga Chimpanzee Rehabilitation Center, wo er die letzten Jahre seines Lebens verbrachte. Dieses Zentrum für verwaiste Schimpansen wird von der Jane-Goodall-Stiftung im Kongo unterhalten.
Gregoire wurde überregional bekannt und tauchte auf einem Titelblatt des National Geographic von 1995 auf. Die BBC widmete ihm eine eigene Sendung.
Gregoire wurde 2008 in Tchimpounga beerdigt.